# Divisão Sul-Americana da Igreja Adventista

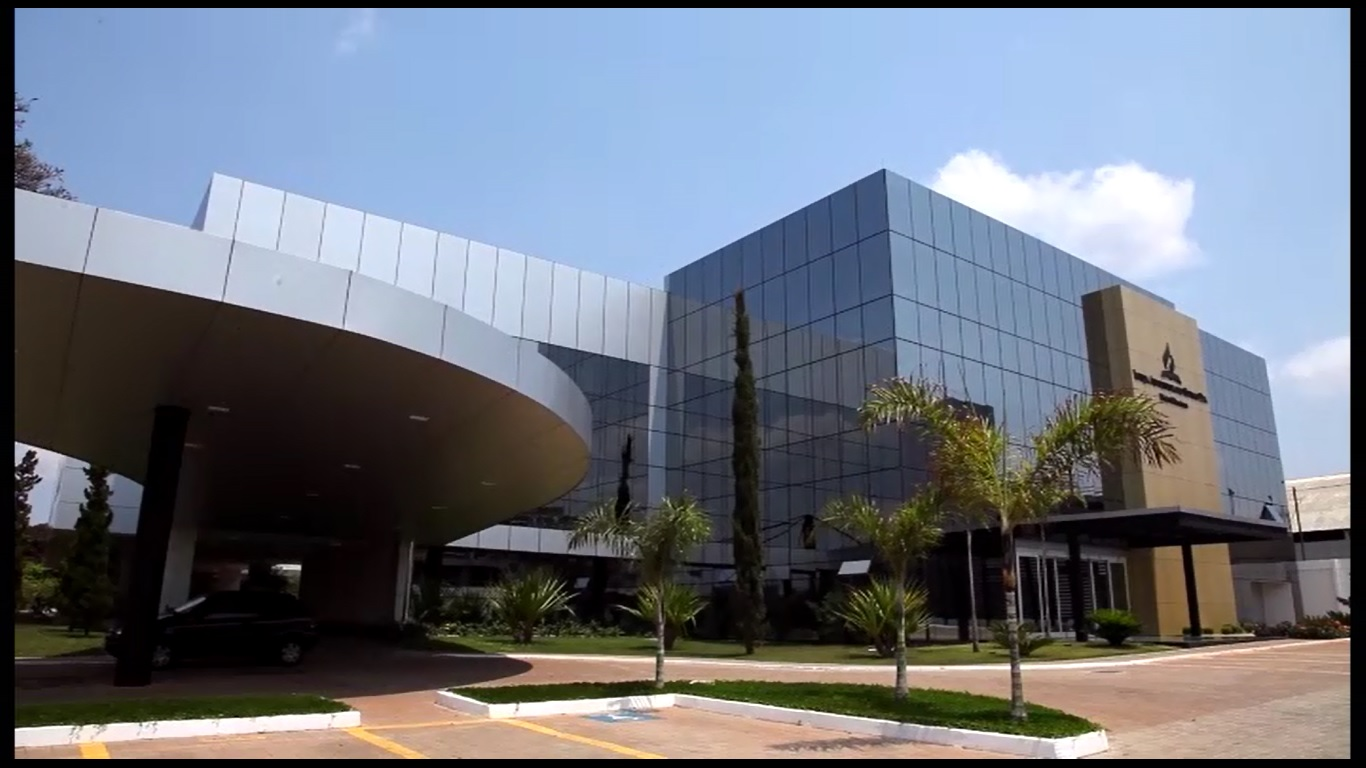
Sede da Divisão Sul-Americana, Brasília-DF

A Divisão Sul-Americana da Igreja Adventista do Sétimo Dia é uma das Divisões da Igreja Adventista no mundo, abrange a Argentina, Paraguai, Uruguai, Bolivia, Brasil, Chile, Peru e Equador. O atual presidente da Divisão Sul-Americana (desde 2021) é o pastor Stanley Arco, nomeado recentemente para o seu segundo mandato.
Sua sede situa-se em Brasília na Av. L3 Sul Quadra 611 Módulo 75.

## Uniões
Assim como em outras Divisões da Igreja Adventista, a Divisão Sul-Americana se divide em uniões, totalizando 16 uniões, sendo 8 no Brasil e 8 de fala castelhana. É responsável pela coordenação de todas as atividades administrativas adventistas nas áreas religiosa, educacional e social. Na sede da Divisão também está a sede da Agência Adventista de Desenvolvimento e Recursos Assistenciais sul-americana.